# Jorma Piisinen
Jorma Piisinen, född 1 mars 1960 i Varkaus, är en finländsk politiker (Sannfinländarna) samt före detta ishockeyspelare  och TV-programledare. Han är ledamot av Finlands riksdag sedan 2023.
Piisinen blev invald i riksdagen i riksdagsvalet 2023 med 7 131 röster från Nylands valkrets.
Piisinen spelade ishockey för Jokerit på 1970-talet.